# نصر سيف
نصر سيف (8 فبراير 1933 - 15 يونيو 2011) ممثل مصري.

## عن حياته
تخرج من كلية الآداب جامعة الإسكندرية واستطاع أن يعمل لفترة بشركة الكهرباء كمحصل للفواتير. كانت بداية اطلالته الفنية الأولى على يد المخرج نيازى مصطفى في فلم عنتر يغزو الصحراء 1960.

## أهم الأعمال
قدم بأول أعماله في عنتر يغزوالصحراء ثم قام بعدها بتقديم عدد كبير في أدوار رجال العصابات. كان أكثر ما يميز الفنان نصر سيف عن غيره من زملاء الذين قاموا بعمل أدوار الشر على الشاشة هو أنه استطاع أن يضيف لأدوره التي تمتاز بالشدة والعنف جانبا من الكوميدية التي كانت تلقى قبولًا كبيرًا لدى الجمهور، مثل فيلم 30 يوم في السجن ودوره في فيلم عصابة حمادة وتوتو ودوره في فيلم أنا اللى قتلت الحنش وكذلك دوره في مسرحية شاهد ما شفش حاجة عندما قدم مشهد المحكمة الشهير، وقد قدم مع عادل إمام عدة أدور أيضا مثل دوره في مسلسل أحلام الفتى الطائر. وشارك في فيلم الغول مع فريد شوقى، كماشارك مع ثلاثى أضواء المسرح ببعض المسرحيات والرويات المسرحية. وعلى مدار أكثر من سبعة وثلاثون عاما قدم خلالها 60 فيلم و10 مسرحيات و9 مسلسلات.

## وصلة خارجية
نصر سيف على قاعدة بيانات الأفلام العربية.